# Куно фон Штойбен
Куно Арндт фон Штойбен (нім. Kuno Arndt von Steuben; 9 квітня 1855, Айзенах, Велике герцогство Саксен-Веймар-Ейзенахське — 14 січня 1935, Берлін, Третій Рейх) — німецький воєначальник Першої світової війни, генерал від інфантерії (1914).

## Біографія
Походив зі старовинної дворянської родини, син капітана саксонської армії (пізніше генерал-майора прусської армії) Арндта фон Штойбена. Закінчив гімназію в Айзенасі (1868), Берлінський кадетський корпус (1874) і Військову академію (1879). З 1893 року — капітан Генерального штабу. З 1894 року — командир батальйону. У 1900—1902 роках — військовий інструктор Прусської військової академії. У 1902 році декілька місяців був начальником відділу Генерального штабу. У 1902—1904 роках — начальник штабу 8-го армійського корпусу. З 1904 року — начальник відділу Генерального штабу, із 1910 року — обер-квартирмейстер Генерального штабу. У 1911—1913 роках — командир 36-ї піхотної дивізії. З 1913 року — начальник Прусської військової академії.

### Перша світова війна
З початком Першої світової війни призначений командиром 18-го резервного корпусу 4-ї армії на Західному фронті. Учасник битви на Марні і Верденської битви.
З 1917 року — командувач 11-ї німецької армії в Македонії. У вересні 1918 року невдало намагався зупинити наступ військ Антанти на Салоніцькому фронті, але був розбитий. З 1919 року — у відставці, жив і помер у Берліні.

## Звання
- Другий лейтенант (23 квітня 1874)
- Перший лейтенант (12 липня 1884)
- Гауптман (22 березня 1889)
- Майор (18 жовтня 1894)
- Оберстлейтенант (18 квітня 1900)
- Оберст (18 квітня 1903)
- Генерал-майор (27 січня 1908)
- Генерал-лейтенант (27 січня 1911)
- Генерал піхоти (19 серпня 1914)

## Нагороди
- Столітня медаль
- Орден Корони (Пруссія)
  - 2-го класу (13 вересня 1906)
    - зірка до ордена 2-го класу (22 січня 1911)

  - 1-го класу (18 січня 1914)
- Королівський орден дому Гогенцоллернів, лицарський хрест (11 вересня 1907)
- Орден Червоного орла
  - 4-го класу
  - 3-го класу
  - 2-го класу з дубовим листя (16 січня 1910)
    - зірка до ордена 2-го класу (12 січня 1913)
- Хрест «За вислугу років» (Пруссія)
- Орден Церінгенського лева, командорський хрест 2-го класу
- Орден «За військові заслуги» (Баварія) 2-го класу
- Орден Вендської корони, лицарський їрест
- Орден Грифона, командорський хрест
- Орден Альберта (Саксонія), командорський хрест 2-го класу
- Орден Вюртемберзької корони, командорський хрест
- Орден князя Данила I 3-го ступеня (Князівство Чорногорія)
- Орден Залізної Корони 2-го класу (Австро-Угорщина)
- Залізний хрест 2-го і 1-го класу
- Pour le Mérite (13 жовтня 1915)
- Почесний доктор філософії Лейпцизького університету (1917)[3]
- Почесний хрест ветерана війни з мечами (1934)